# 天堂一刻
《天堂一刻》（英語：The Paradise）是一部英国時代劇，改编自埃米尔·左拉的小说《女性天堂》，且把场景换到了东北英格兰。
第一季中，英格兰第一家百货商店“天堂”开张了，威胁了小商店的份额。一家小商店再没钱雇佣丹尼斯·洛维特（琼安娜·范德汉姆饰），她后来到百货公司上班。商店的老板是格伦迪宁勋爵，他的女儿凯瑟琳想要与经理约翰·马里结婚，将丹尼斯视为情敌。
第二季中，格伦迪宁勋爵死后凯瑟琳继承了商店。现在她结婚了，丈夫是汤姆·韦斯顿。约翰·马里去了巴黎工作。商店陷入危机，马里被请回来帮助商店。韦斯顿决心控制妻子和商店，为自己的利益排斥马里。
前两集各8集分别在2012年和2013年在英國廣播公司第一台和美国公共电视网播出。节目将不会继续拍摄。